# Michel Charland
Michel Charland, född 1 februari 1945, är en friidrottare från Kanada. Han deltog vid olympiska sommarspelen 1968.